# Chiang Kai-shek

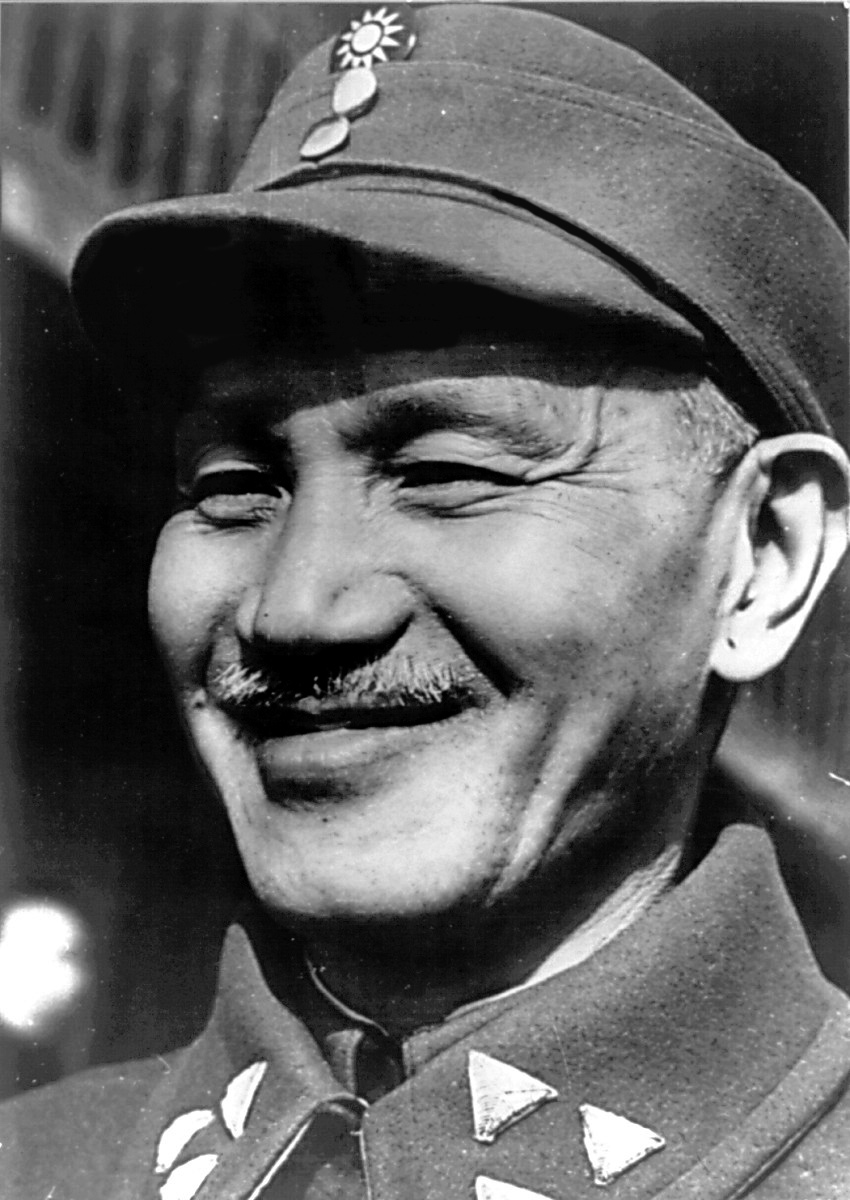
Chiang Kai-shek (1945)

Chiang Kai-shek oder Tschiang Kai-schek (chinesisch 蔣介石 / 蒋介石, Pinyin Jiǎng Jièshí, W.-G. Chiang Chieh-Shih; * 31. Oktober 1887 als chinesisch 蔣中正 / 蒋中正, Pinyin Jiǎng Zhōngzhèng, W.-G. Chiang Chung-cheng; in Xikou, Landkreis Fenghua, Provinz Zhejiang, kaiserliches Qing-China; † 5. April 1975 in Taipeh) war ein chinesischer Militär und Politiker in der Zeit nach der Xinhai-Revolution (1911) und ab 1925 Führer der Kuomintang (KMT). Als solcher war er im Chinesischen Bürgerkrieg (1927–1949) der Gegenspieler Mao Zedongs und bis zur Machtübernahme der Kommunisten auf dem chinesischen Festland der führende Politiker Chinas. In dieser Zeit war er mehrfach Präsident sowie als Marschall und Generalissimus militärischer Oberbefehlshaber der Republik China.
Nach der Niederlage gegen die Kommunisten proklamierte Chiang Ende 1949 auf Taiwan die provisorische Regierung der Republik China. Er regierte teilweise diktatorisch und erhob bis zu seinem Tod 1975 mit US-Unterstützung Anspruch auf ganz China.

## Kindheit und Jugend
Chiangs Vorfahren gehörten zu den wohlhabenderen Einwohnern von Xikou, sie besaßen ein größeres Stück Land. Großvater Jiang Yubiao eröffnete ein Salzgeschäft und Vater Jiang Suan weitete das Geschäft auf Weinhandel aus; beide Warengüter fielen am Ende der Qing-Dynastie unter das Monopol der Regierung, was auf gute Beziehungen des Jiang-Clans zu Regierungsstellen hinweist. Chiang Kai-shek war der Sohn von Jiang Suans dritter Frau, die aus sehr armen Verhältnissen stammte, aber intelligent und ehrgeizig war. Er bekam den Namen Zhongzheng (chinesisch 中正, Pinyin Zhōngzhèng – „ausgeglichene Gerechtigkeit“), den Großjährigkeitsname Kai-shek (介石,  Jièshí – „aufrechter Stein“) nahm er erst später an, wobei Kai-shek die von Sun Yat-sen bevorzugte kantonesische Aussprache dieses Namens ist. Als Kind war Kai-shek rebellisch und temperamentvoll. Vater Jiang Suan starb 1896 plötzlich. Seine Mutter sorgte dafür, dass Kai-shek eine neo-konfuzianistisch geprägte Bildung erhielt. Er musste die Vier Klassiker des Konfuzianismus lesen, wahrscheinlich ohne sie zu verstehen. Im Alter von 14 Jahren heiratete er auf Wunsch seiner Mutter die damals 19-jährige Mao Fumei (毛福梅) aus einem benachbarten armen Dorf. Im Jahre 1903 fiel Chiang in der Beamtenprüfung durch, wonach er von seiner Mutter auf die konfuzianistische Schule in Fenghua geschickt wurde.
In Chiangs Kindheit war die von den Mandschu geführte Qing-Dynastie schwach. China wurde in den Opiumkriegen von den Briten gedemütigt, es musste an ausländische Mächte Konzessionen abtreten und eine militärische Niederlage gegen seinen einstigen Tributzahler Japan hinnehmen. Die als Reaktion auf diese Ereignisse eingeleitete Hundert-Tage-Reform wurde erstickt. Als Chiang 13 Jahre alt war, führte der niedergeschlagene Boxeraufstand zu noch größeren Zugeständnissen an das Ausland. Eine Revolution, die Sun Yat-sen vorbereitet hatte, schlug fehl. Im Jahre 1905 vernichteten die Japaner unter Tōgō Heihachirō im Russisch-Japanischen Krieg eine russische Flotte. Dieser erste Sieg einer asiatischen Armee über eine europäische Macht beeinflusste Chiangs Entscheidung, eine Karriere im Militär zu suchen und für eine Republik einzutreten. Im Alter von 18 Jahren schnitt er sich den Zopf ab und fasste den Entschluss, nach Japan zu gehen.

## Militärische Ausbildung
Chiang blieb mehrere Monate auf eigene Kosten in Japan, ohne den gewünschten Schritt ins japanische Militär zu machen. Er kehrte nach China zurück und bestand die Aufnahmeprüfung zur Militärakademie Baoding (保定軍官學校). Im Folgejahr ging er erneut nach Japan, wo er die Shimbu Gakkō in Tokio (東京振武学校) besuchte, an der chinesische Anwärter auf ein Studium in der japanischen Militärakademie ausgebildet wurden. In dieser Phase lernte er Zhang Qun, He Yingqin und Chen Qimei kennen, die ihn weite Phasen seines Lebens begleiten sollten. Über Chen kamen Chiang und seine Freunde in Kontakt mit der Tongmenghui, der sie später beitraten. Im Sommer 1909 kehrte Chiang vorübergehend nach Shanghai zurück. Dort brachte seine Mutter ihn wieder mit seiner Frau Mao Fumei zusammen, ohne die er in Japan war und die er wegen ihres Analphabetismus und bäuerlichen Auftretens verlassen wollte. Aus dieser Begegnung resultierte der Sohn Ching-kuo, geboren im April 1910. Im November 1909 wurde Chiang in das 19. Feldartillerieregiment der Kaiserlich Japanischen Armee eingezogen, wo er durch Ernsthaftigkeit und Loyalität auffiel, abgesehen davon aber zu den schlechteren Offiziersanwärtern gehörte.
Als er 1911 vom Wuchang-Aufstand und der folgenden Xinhai-Revolution erfuhr, eilte er – wie etwa 120 seiner Kommilitonen – nach China zurück. Während Chen Qimei Militärgouverneur von Shanghai wurde, schickte man Chiang nach Zhejiang, um ein Selbstmordkommando zu befehligen. Auf den republikanischen Umsturz in der Provinz hatte es aber kaum Einfluss, so wie Chiang in den Ereignissen unmittelbar nach der Xinhai-Revolution generell eine sehr untergeordnete Rolle spielte. Später befehligte er ein Regiment von Fischern aus seiner Heimatregion und musste sich auch um den Unterhalt der Soldaten kümmern. In dieser Phase machte er die Bekanntschaft von Chen Guofu und Chen Lifu sowie von Yao Yecheng, die später seine Konkubine wurde und seinen Adoptivsohn Chiang Wei-kuo großzog.

## Kommandeur unter Sun Yat-sen
Ende 1911 wurde Sun Yat-sen zum Übergangspräsidenten ernannt. Gegen den Protest von Chen Qimei und Chiang Kai-shek gab er dieses Amt jedoch bald darauf zu Gunsten von Yuan Shikai ab. Mitte 1912 wurde die Kuomintang (KMT) durch Zusammenführung mehrerer republikanisch gesinnter Parteien gegründet. Sun, Chen und Chiang fürchteten im militaristisch aufgeladenen Klima um ihre Sicherheit und flüchteten nach Japan. Nach den Präsidentschaftswahlen des Jahres 1913 kehrten sie nach China zurück und nahmen an Suns Zweiter Revolution teil, die jedoch fehlschlug. Yuan antwortete auf diesen Umsturzversuch mit Verfolgung von KMT-Mitgliedern, so dass Chiang erneut nach Japan floh, wenngleich er zu unbedeutend war und nicht auf Yuans Liste derer, die eliminiert werden sollen, stand. In Japan schwor Chiang einen Eid auf die Treue zu Sun Yat-sens neuer Revolutionärer Partei, die unter anderem eine Phase des Autoritarismus anstrebte, um das chinesische Volk zu erziehen. Im Jahre 1914 entsandte Sun Chiang nach Shanghai und in die Mandschurei, um Verbündete für einen neuerlichen Umsturzversuch gegen Yuan Shikai zu finden. Diese Bemühungen blieben aber ohne Ergebnisse. Am 10. November 1914 startete die KMT einen neuerlichen Umsturzversuch, an dem Chen Qimei und Chiang Kai-shek sich mit der Organisation des Mordes an Verteidigungskommissar Zheng Ruzheng beteiligten. Ein Angriff auf das Polizeihauptquartier schlug wenige Tage später fehl. Dieser Putschversuch und Suns Taktik im Zusammenhang mit den 21 Forderungen Japans an China ließen die Popularität Suns sinken, Chiang blieb jedoch Sun gegenüber loyal.
Im politischen Chaos der Folgejahre, in dem Yuan Shikai starb und Chen Qimei ermordet wurde, betrieb Chiang wahrscheinlich kriminelle Geschäfte in Zusammenarbeit mit der Grünen Bande. Im März 1918 wurde Chiang von Sun nach Guangdong beordert und wurde Offizier in der Armee von Chen Jiongming. Im Juli kommandierte er die Truppen, die einem lokalen Kriegsherren eine strategisch wichtige Stadt in Fujian entrissen. An der Bewegung des 4. Mai nahm Chiang nicht teil, aber unter dem Eindruck der Oktoberrevolution und einigen Gesten des guten Willens seitens der Sowjetunion war Chiang stark von anti-imperialistischem und linkem Gedankengut beeinflusst. Gleichzeitig spekulierte er jedoch an der kurz zuvor gegründeten Börse. Im September 1920 wurde Chiang zum Generalstabschef der 2. Guangdong-Armee befördert. Chiang kam wiederholt aufgrund seines Temperaments intern unter Kritik, gleichzeitig ging die Armee aus vielen Gefechten siegreich hervor.
Im Juni 1921 starb Chiangs Mutter, so dass Chiang sich nach Xikou zurückbegab, um nach chinesischen Vorstellungen von Kindespietät um seine Mutter zu trauern. Sun Yat-sen, der einen Feldzug gegen die Kriegsherren starten wollte, musste warten. Wahrscheinlich am 5. Dezember heiratete er die 15-jährige Chen Jieru. Ab diesem Zeitpunkt begann er, einen neuen Lebensstil zu pflegen: Er trank nur noch abgekochtes Wasser, nahm nur einfache Mahlzeiten zu sich und kleidete sich in Uniform oder Sun-Jacke ohne Insignien. Währenddessen zerstritt Sun sich mit Chen Jiongming, so dass Chiang Sun zur Hilfe eilen und die 2. Guangdong-Armee gegen die Truppen Chens ins Feld führen musste. Sun rettete sich letzten Endes mit britischer Hilfe nach Shanghai.
Etwas später wurde Sun vom Komintern-Vertreter Maring aufgesucht, um ihm sowjetische Hilfe für die KMT vorzuschlagen. Im Gegenzug sollte die KMT eine Einheitsfront mit der kurz zuvor gegründeten Kommunistischen Partei eingehen und sie sollte sich nach leninistischen Prinzipien umorganisieren. Chiang unterstützte Sun in dessen Ansinnen, den sowjetischen Vorschlägen zuzustimmen, seiner Meinung nach sollte die Kuomintang zum Zwecke der Vereinigung Chinas auch unappetitliche Bündnisse eingehen. Ab August 1923 weilte Chiang als „vertrauenswürdigster Stellvertreter“ von Sun Yat-sen zusammen mit drei KMT- und zwei KP-Mitgliedern für drei Monate in Moskau. Die gewünschte sowjetische Militärhilfe für die Vereinigung Chinas und den Sieg gegen die Kriegsherren erhielt Chiang auf diesem Besuch nicht. Er übernahm nach seiner Rückkehr das System politischer Kommissare in der Armee und baute eine Jugendorganisation nach Vorbild des Komsomol auf, abgesehen davon sind in seinen Tagebüchern wenig positive Worte über die Sowjetunion zu finden. Im Juni 1924 nahm Chiang an der Eröffnung der Whampoa-Militärakademie teil, die mit sowjetischer Finanzhilfe gegründet worden war; er wurde später ihr Kommandeur und die Abgänger dieser Einrichtung stellten Chiangs wichtigste Machtbasis dar. Warnungen vor einer kommunistischen Unterwanderung der Kuomintang verwarf er. Als Sun Yat-sen im Jahre 1925 starb, war Chiang kein Mitglied des KMT-Zentralkomitees und gehörte auch nicht zu dessen designierten Nachfolgern. Er hatte sich jedoch bereits einen Ruf als energischer Militärführer aufgebaut und hatte zahlreiche Anhänger unter den Offizieren der Armee, außerdem genoss er das Vertrauen der sowjetischen Berater.

## Nordfeldzug
Am 1. Juli 1924 wurde in Guangzhou eine neue KMT-Regierung unter Wang Jingwei, Liao Zhongkai und Xu Chongzhi gebildet. Chiang wurde in den Militärrat gewählt, wonach auf seinen Vorschlag hin das Militär der Kuomintang und der verbündeten Kriegsherren den Namen Nationalrevolutionäre Armee bekam. Chiang verlangte Aufrüstung, die Integration der Guangxi-Armee von Li Zongren in die Nationalrevolutionäre Armee und einen baldigen Start des Nordfeldzuges zur Vereinigung Chinas. Ansätze von Chiang, die Bekämpfung der Korruption im ihm unterstellten Militär voranzutreiben, scheiterten. Er übernahm aber die Funktion des politischen Kommissars von der sowjetischen Roten Armee und besetzte diese Positionen meist mit Kommunisten, weil er sie als zuverlässiger und disziplinierter einschätzte.
Am 20. August 1925 wurde Liao Zhongkai ermordet. Chiang wurde auf Vorschlag vom Komintern-Mann Borodin Mitglied der Dreiergruppe, die den Mord aufklären sollte. Als Ergebnis der Arbeit dieser Gruppe wurde der ohnehin als korrupt bekannte Xu Chongzhi nach Shanghai entsandt, der Anti-Kommunist Hu Hanmin musste nach Moskau als KMT-Vertreter bei der Komintern. Danach wurde die Kuomintang von Chiang (Militär) und Wang (Regierung) geführt. Beide waren damals dem linken Flügel der KMT zuzurechnen: Das Shaji-Massaker im Juni 1924, bei dem von ausländischen Polizisten etwa 52 protestierende Chinesen, davon 20 Abgänger der Whampoa-Militärakademie, ums Leben kamen, hatte Chiangs antiimperialistische und antikoloniale Einstellung verstärkt. Chiang glaubte an eine Bruderschaft und an gleiche Interessen mit der Sowjetunion im Kampf gegen den Imperialismus. Unter anderem sandte er seinen 15-jährigen Sohn Chiang Ching-kuo nach Moskau, wo er an der Kommunistischen Universität der Werktätigen des Ostens studierte. Chiang schätzte auch die Arbeit der Kommunisten, vor allem von Zhou Enlai, bei der Mobilisierung. Im Januar 1926 wurde Chiang in den Exekutivrat der KMT gewählt.
In der Folge kam es zu ersten Auseinandersetzungen innerhalb der KMT über den kommunistischen Einfluss. Chiang war bezüglich des Auftretens und der Taktik der zahlreichen sowjetischen Berater unzufrieden. Für Chiang war es von Bedeutung, den Nordfeldzug so bald wie möglich zu starten, während Stalin auf Zeit spielte. Letzterer wollte der Kommunistischen Partei in ihrer frühen Entwicklungsphase Zeit zum Wachsen geben und fürchtete eine mögliche Reaktion Japans auf sowjetische Einmischung in China. Am 18. März 1926 kamen Gerüchte über eine kommunistische Rebellion gegen Chiang auf. Am 20. März ließ Chiang deshalb zahlreiche Kommunisten verhaften, unter ihnen auch Zhou Enlai, ließ sie bald darauf jedoch alle wieder frei. Chiang übernahm kurz darauf den Vorsitz des Militärrates von Wang Jingwei, der sich wenig später auf den Weg nach Frankreich machte. Am 5. Juni wurde Chiang zum Oberkommandierenden der Nationalrevolutionären Armee und des Nordfeldzuges bestimmt. Ab diesem Zeitpunkt wurde er im Ausland auch als Generalissimus bezeichnet. Chen Guofu, der Chef der KMT-Organisationsabteilung, begann ab diesem Zeitpunkt, Mitglieder der kommunistischen Partei aus Führungspositionen zu entfernen und politische Gruppen wie Gewerkschaften, Bauernverbände oder Armeeeinheiten zu infiltrieren.
Als der Nordfeldzug begann, hatte Chiang drei Korps und die Truppen von Tang Shengzhi, der von den Hunan-Kriegsherren zur Nationalrevolutionären Armee übergelaufen war, zur Verfügung. Sein Plan war es, innerhalb von kurzer Zeit die Provinz Hunan und den Städtedrilling von Wuhan zu erobern, von wo er zusammen mit der Armee von Feng Yuxiang in Richtung Peking marschieren wollte. Die Provinz Hunan wurde leicht eingenommen, denn die Truppen der 23 Kriegsherren, die die Provinz unter sich aufgeteilt hatten, zogen sich zurück oder liefen zur Nationalrevolutionären Armee über. Die Truppen von Chiang marschierten am 11. Juli in Changsha ein und eroberten Ende Oktober Wuhan. Ein zweiter Arm der Nationalrevolutionären Armee unter He Yingqin nahm parallel dazu die Provinzen Fujian und Zhejiang ein. In dieser Phase des Feldzuges musste Chiang mit zahlreichen Engpässen klarkommen und war gezwungen, zahlreiche Entscheidungen auf allerunterster Ebene zu treffen.
In der Kuomintang entstand gleichzeitig eine Fraktion, die Chiang auf dem Weg zum Militärdiktator sah. Im Oktober verabschiedete diese Fraktion gemeinsam mit den Kommunisten Resolutionen, die die Machtkonzentration bei Chiang kritisierten. Im November verlegte sie die KMT-Zentrale nach Wuhan. Im Januar versuchte Chiang deshalb, Wang Jingwei als Parteivorsitzenden zurückzuholen, um die nicht-kommunistischen Gruppen innerhalb der KMT zu vereinen. Ansätze von Borodin, Chiang als Oberkommandierenden abzulösen, scheiterten hingegen daran, dass Ersatzkandidat Li Zongren es ablehnte, Nachfolger von Chiang zu werden. Trotz alledem konnte sich Chiang auf der Lushan-Konferenz mit seinem Vorschlag, erst Nanjing und Shanghai einzunehmen und dann in Richtung Norden zu den Truppen von Feng Yuxiang vorzustoßen, durchsetzen. Am 1. März 1927 beschloss das Zentrale Exekutivkomitee der KMT, Chiang einen Militärrat vorzusetzen und seine Parteiämter an den abwesenden Wang Jingwei zu übertragen. Ein geheimer Haftbefehl für Chiang wurde erlassen, den man jedoch weithin ignorierte und von dem Chiang wahrscheinlich informiert wurde. Am 22. März marschierte die Nationalrevolutionäre Armee unter Bai Chongxi in Shanghai ein, was von Kuomintang und den Kommunisten mit einem Generalstreik vorbereitet worden war. Wang Jingwei kam am 6. April in Shanghai an, lehnte es aber ab, die ihm angetragenen Ämter zu übernehmen. Wang und der Kommunist Chen Duxiu veröffentlichten eine Erklärung, wonach die Kommunistische Partei keinerlei Unterwanderung der Nationalrevolutionären Armee anstrebe, ließen Chiang in Shanghai zurück und fuhren nach Wuhan. Am 6. April beschloss das Aufsichtskomitee der KMT mit Personen wie Chang Jieru, Dai Jitao, Chen Guofu und Chen Lifu, die Kommunisten aus der Partei zu entfernen, bevor sie sich mit der Grünen Bande von Du Yuesheng und Huang Jinrong verbinden könnten. Der Entschluss von Chiang hierzu dürfte allerdings schon viel früher gefallen sein. So kam es am 12. und 13. April zum Massaker von Shanghai, bei dem Tausende Kommunisten und Unbeteiligte getötet wurden.
Am 18. April rief Chiang eine Gegenregierung unter Hu Hanmin aus, die in Nanjing ihren Sitz haben sollte. Hu ordnete die Verhaftung von Borodin und zahlreicher kommunistischer Anführer an, während die Wuhan-Regierung Chiang aus allen Ämtern enthob und eine hohe Prämie für seine Verhaftung oder Ermordung aussetzte. In dieser Situation hatte Chiang den Vorteil, die Handels- und Finanzplätze Shanghai, Nanjing und Ningbo zu kontrollieren. Mithilfe von Du Yuesheng konnte er von den Unternehmern hohe Summen erpressen, darüber hinaus brachten Steuern auf den Opiumhandel hohe Einkünfte. So konnte er den Nordfeldzug fortsetzen, mit seinen drei Korps nahm er Nord-Jiangsu ein. Die Wuhan-Regierung verlor hingegen aufgrund des Vorgehens der Kommunisten auf dem Land in Hunan und Jiangxi an Zuspruch.
Am 19. Juni verbündete sich Chiang in Xuzhou mit Feng Yuxiang, den er nun dank seiner Finanzquellen mit 2 Millionen Yuan pro Monat unterstützen konnte. Feng entfernte daraufhin sofort alle Kommunisten – darunter auch Deng Xiaoping – aus seinen Truppen. Kurz darauf schloss sich auch Yan Xishan Chiang an und ließ in den von ihm kontrollierten Territorien Jagd auf Kommunisten machen. Die Nationalrevolutionäre Armee wurde jedoch wenig später bei Xuzhou vom Kriegsherren Sun Chuanfang empfindlich geschlagen.

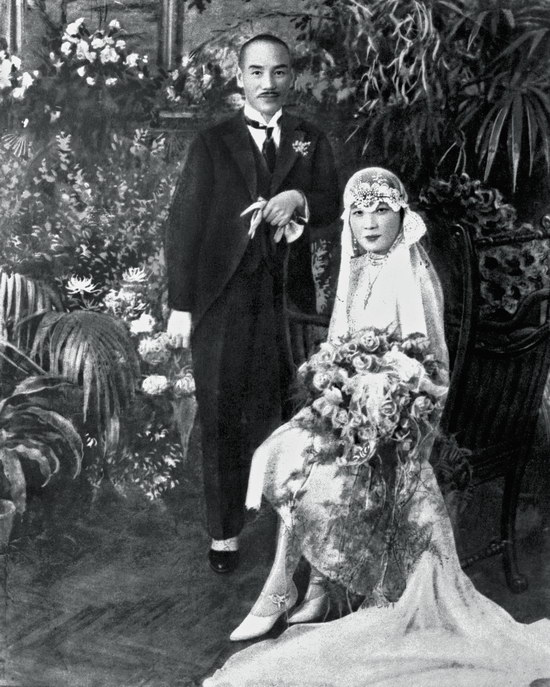
Chiang heiratet Song Meiling

In dieser Situation schlug Chiang seinem Widersacher Wang Jingwei Versöhnung vor, was Wang jedoch ablehnte. Dies veranlasste Chiang dazu, am 12. August 1927 seinen Rücktritt bekanntzugeben. Er zog sich in seinen Heimatort Xikou zurück und rief die KMT dazu auf, sich zu vereinigen und den Nordfeldzug weiterzuführen. Am 1. Dezember heiratete er in Shanghai Sun Yat-sens Schwägerin Song Meiling, nachdem er 1921 noch zurückgewiesen worden war. Während seiner Abwesenheit hieß er deutsche Hilfe in Form von 46 Offizieren unter Max Bauer willkommen. Es wurden umfangreiche Pläne zur Modernisierung des chinesischen Militärs erarbeitet. Der Kuomintang hingegen gingen ohne Zugriff auf Chiangs Geldquellen bald die finanziellen Mittel aus. Wang musste Chiang bitten, in seine alten Ämter zurückzukommen; Wang selbst zog sich hingegen nach Frankreich zurück. Chiang setzte seinen Schwager T. V. Soong als Finanzminister ein, so dass das Geld für die Armee bald üppiger floss als zuvor.
Im April 1928 stand die Nationalrevolutionäre Armee vor der Stadt Jinan, in der sich viele japanische Zivilisten aufhielten. Tokio hatte 5000 Soldaten unter dem Kommando von Fukuda Hikosuke als Schutz nach Jinan entsandt. Chiang zögerte, die Stadt anzugreifen, weil er eine heftige Reaktion des militärisch viel stärkeren Japan befürchtete, und suchte das Gespräch. Die Japaner massakrierten hingegen die Vertreter der KMT-Regierung in Jinan und später zwischen 2000 und 11000 chinesische Zivilisten und Soldaten. Es kam zu einer Welle der Entrüstung, so dass sich Japan ein Jahr später aus der ganzen Provinz Shandong zurückzog und teilweise die Verantwortung übernahm.
Im Mai 1928 überraschte Japan Chiang mit der Erklärung, dass es die Einnahme von Peking und ganz China mit Ausnahme der Mandschurei durch die Nationalrevolutionäre Armee akzeptieren würde. Peking wurde im Sommer 1928 von der Nationalrevolutionären Armee besetzt. Am 6. Juli traf Chiang sich mit den Kriegsherren Feng Yuxiang, Yan Xishan, Bai Chongxi und Li Zongren in den Westbergen bei Peking, wo sie dem verstorbenen Präsidenten Sun Yat-sen die Treue schworen. Mit dem Kriegsherren des Nordostens Zhang Xueliang fand Chiang auch bald eine Vereinbarung. China war damit formell geeint, wenngleich die Macht der Regierung nur einen relativ kleinen Teil des Landes erreichte. Ab 10. Oktober war Chiang Vorsitzender des Staatsrates, der KMT und Oberkommandeur des Militärs. Im Januar 1929 hielt man eine Demobilisierungskonferenz ab. Chiang kündigte an, China nach japanischem und deutschem Vorbild entwickeln zu wollen. Die früheren Kriegsherren dachten jedoch nicht daran, ihre Einflussbereiche zu Gunsten der Zentralregierung aufzugeben. Es kam zu langwierigen militärischen und geheimdienstlichen Auseinandersetzungen, Intrigen und Kauf von Unterstützern. Chen Lifu gründete in dieser Phase für Chiang mit der Untersuchungsabteilung der Organisationsabteilung einen Geheimdienst, Dai Li gründete das Büro für Ermittlungen und Statistik im Militärrat, einen zweiten Geheimdienst. Diese beiden Organisationen führten zahlreiche verdeckte Operationen durch, sie waren für Korruption, für das Verschwindenlassen von missliebigen Personen, für Drohungen und Infiltrationen verantwortlich.
Im April 1929 ließ Zhang Xueliang das sowjetische Konsulat in Harbin plündern. Im Sommer übernahm er die Ostchinesische Eisenbahn, die seit 1896 unter gemeinsamer russisch-chinesischer Verwaltung stand. Als Reaktion marschierten am 12. Oktober 1929 sowjetische Truppen unter dem früheren Mentor von Chiang, General Blücher, in die Mandschurei ein. Sie besiegten innerhalb kürzester Zeit die stärksten Truppen von Zhang. Entgegen früherer Zusagen lehnte Chiang jegliche Hilfe ab und im Dezember 1929 wurde das Chabarowsk-Protokoll unterzeichnet, das der Sowjetunion mehr Einfluss auf die Osteisenbahn zugestand.
Im Jahre 1929 hatte die Weltwirtschaftskrise auch China erfasst, die Kommunisten befanden sich im Aufschwung. Chiang warnte zwar vor der kommunistischen Gefahr, wollte jedoch zuerst die Kriegsherren besiegen und danach die Kommunisten bekämpfen. So bekamen die kommunistischen Guerillas genug Zeit, ihre Basen einzurichten und konnten sich zu substanziellen Kräften organisieren. Die gleichzeitig stattfindenden Kriege mit und zwischen den Kriegsherren ermüdeten das Volk, zahlreiche Banditen, Deserteure und verlorene Soldaten durchstreiften das Land. Sie wurden von der Guerilla der kommunistischen Partei aufgenommen. Im Juni 1930 verbündeten sich die Kriegsherren Li Zongren, Bai Chongi, Yan Xishan und Zhang Fakui mit Wang Jingwei zur Bewegung zur Rettung Chinas vor Chiangs Diktatur. Im Sommer und Herbst verwüstete ein Bürgerkrieg zwischen Chiang und dieser Allianz die Provinzen Henan, Hunan und Shandong, es gab etwa 240.000 Todesopfer, letzten Endes siegte die Zentralarmee von Chiang mit der Hilfe von Zhang Xueliang. Im Herbst 1930 schlug der von Lu Diping kommandierte erste Feldzug gegen den Jiangxi-Sowjet fehl. Im April 1931 kam es zu einem zweiten Feldzug von 200.000 Soldaten aus der Armee von Feng Yuxiang unter He Yingqin, der zu einem neuen Fehlschlag führte. Am 1. Juli 1931 begann ein dritter Feldzug mit 130.000 Soldaten, den Chiang persönlich kommandierte und der sich für die Kuomintang vielversprechend entwickelte. Aufgrund des zeitgleichen Ausbruches von Kämpfen zwischen chinesischen und japanischen Truppen in der Mandschurei musste Chiang nach Nanjing zurückeilen. Chiang entschied, die Japaner erneut zu besänftigen, während Zhang Xueliang seine Truppen zurückzog, um einen Krieg zu vermeiden. Es kam im ganzen Land zu Protesten gegen die Japan-Politik von Chiang, erneut gründete Wang Jingwei eine Gegenregierung, dieses Mal in Guangzhou. Während Wang Chiang zum Rücktritt aufforderte, rief Chiang die Studenten und Protestierenden auf, sich der Armee anzuschließen und gegen Japan zu kämpfen. Die gewalttätigen Proteste gingen jedoch weiter. In dieser Situation sah Chiang sich vor der Wahl, zurückzutreten oder Militärdiktator zu werden; einen Krieg gegen Japan sah er jedoch als ernsthafte Gefahr für China und lehnte ihn ab. Am 15. Dezember 1931 trat Chiang somit zurück und zog sich erneut nach Xikou zurück.
Auf Bitten seiner Frau und nach „sorgfältiger Prüfung des Fragenkomplexes“ war Chiang Methodist geworden. Später hat er selbst eine chinesische Bibelübersetzung redigiert und ein Vorwort zu einer Psalmübertragung geschrieben.
Nach der Ausschaltung der Kommunisten und der Wiedererlangung der Kontrolle über Nordchina wurde Chiang auch vom Ausland als der neue starke Mann Chinas anerkannt. Die Anzahl der ausländischen Konzessionen verringerte sich. Die KMT-Regierung gewann die Kontrolle über Steuern und Zölle zurück, die unter der Qing-Dynastie an die ausländischen Mächte abgetreten worden waren. Chiang stützte seine Macht auf die Bourgeoisie der Ostküste, deren Geschäftsinteressen gewahrt wurden. Die harten Lebensumstände der Bauern hingegen verbesserten sich nicht.

## Bürgerkrieg und Krieg gegen Japan

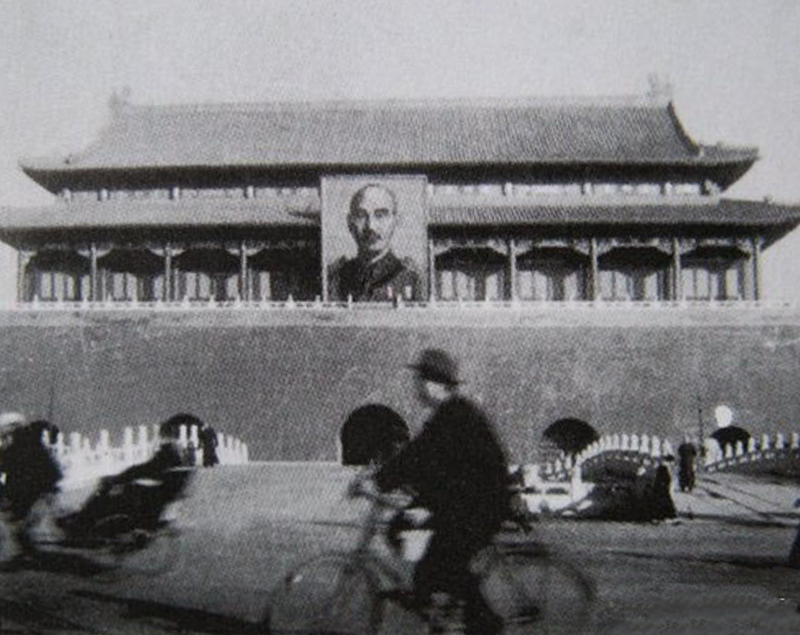
Porträt Chiang Kai-sheks am Tiananmen-Platz

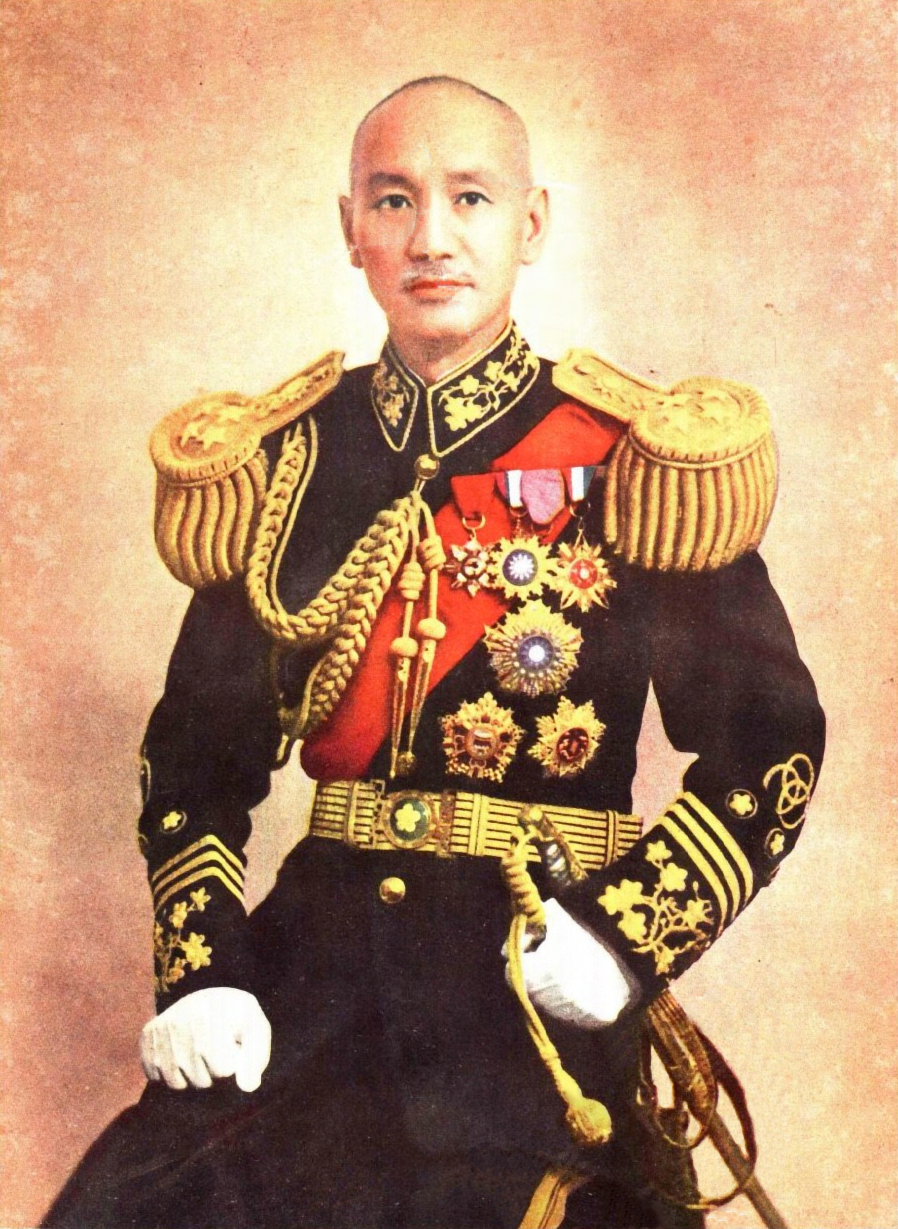
Chiang Kai-shek in Generalsuniform, 1943

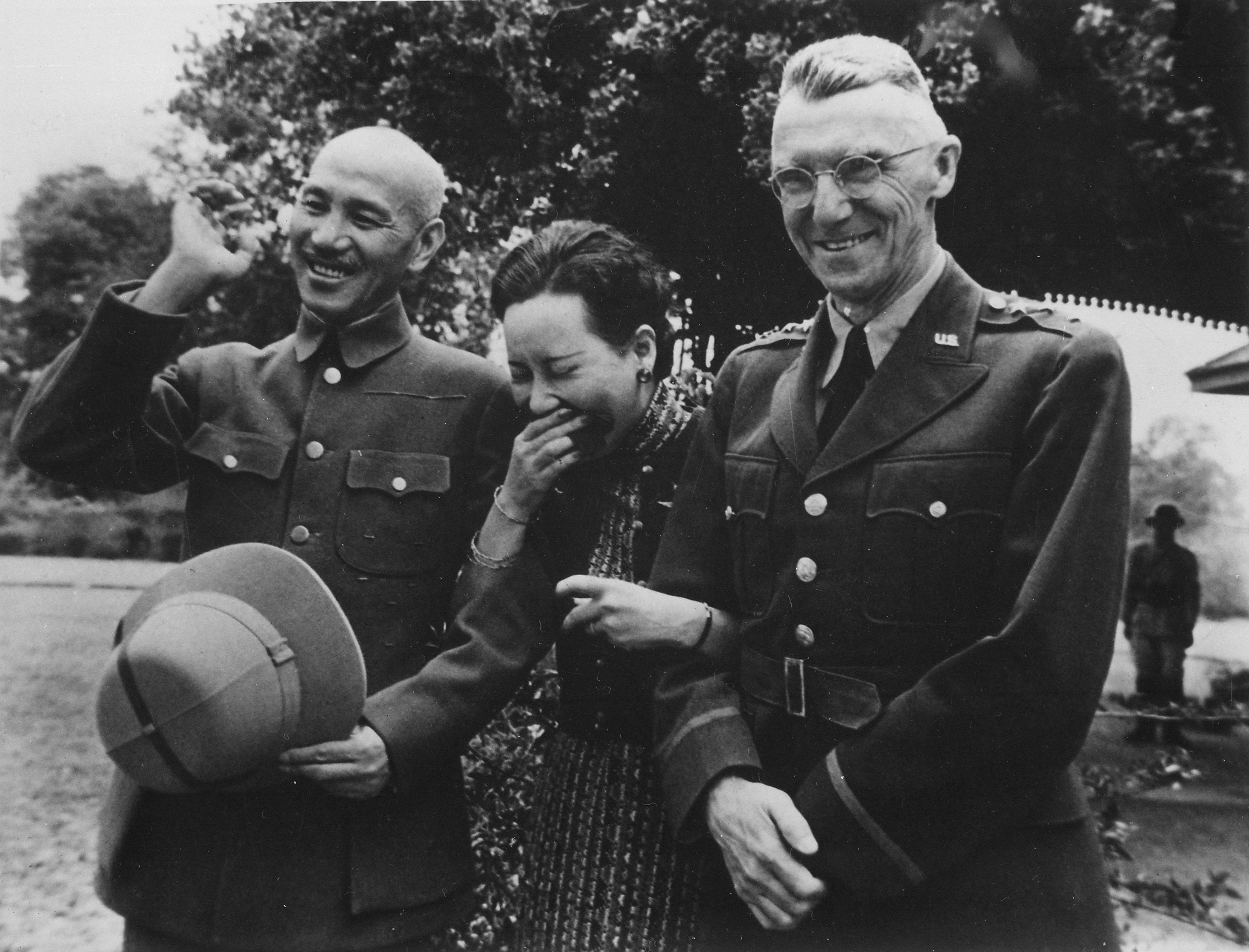
Chiang Kai-shek mit seiner Frau Song Meiling und General Joseph Stilwell, April 1942

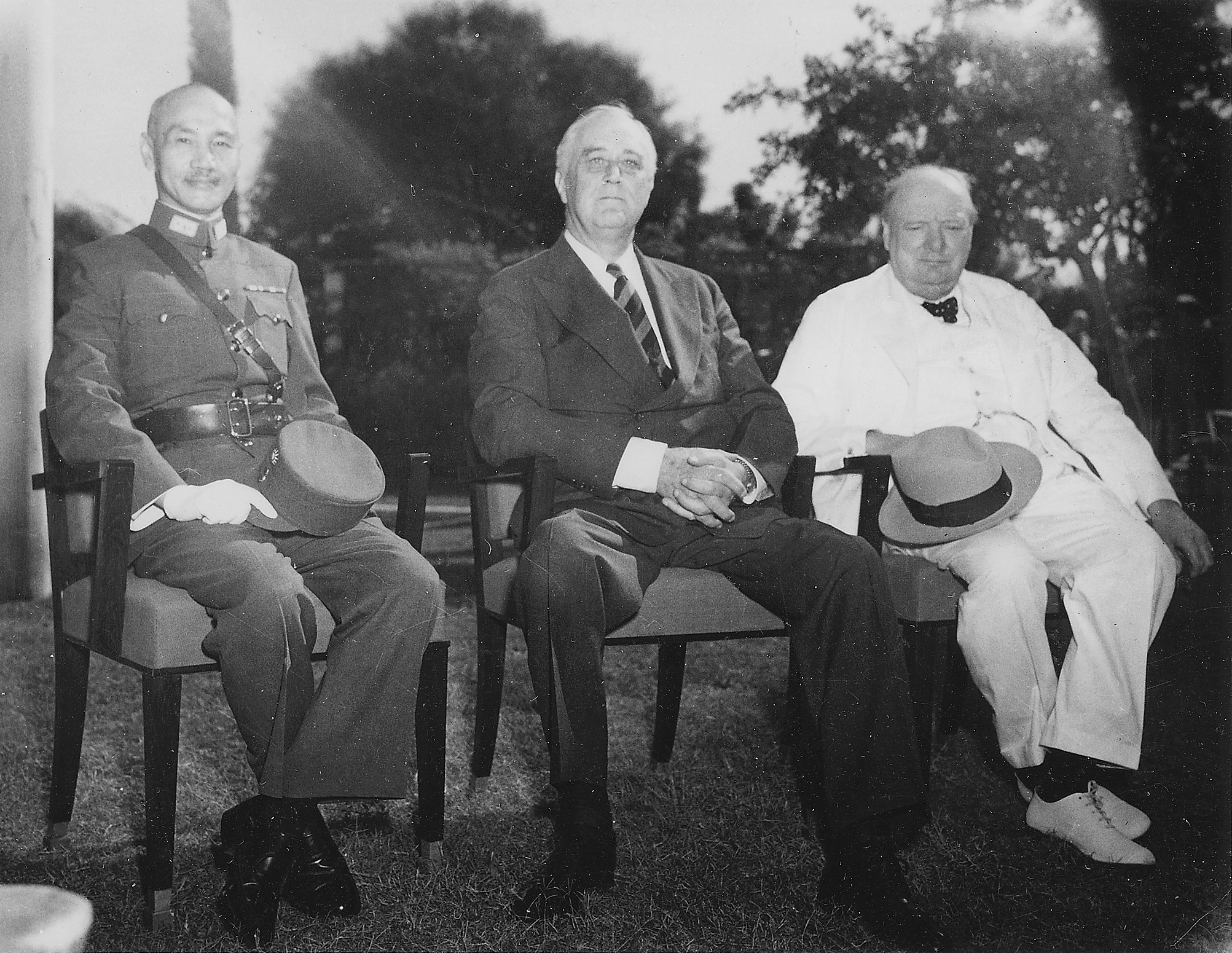
Chiang Kai-shek mit Franklin D. Roosevelt und Winston Churchill auf der Kairoer Konferenz am 25. November 1943

Mit dem Mukden-Zwischenfall begann 1931 Japans Invasion der Mandschurei. Sie gehörte schon von 1895 bis 1905 zum japanischen Einflussbereich, die chinesische Nationalregierung versuchte aber, dort ihren Einfluss auszubauen. Um seine Machtposition zu schonen, befahl Chiang den Rückzug. 1932 errichtete Japan in der Mandschurei seinen Satellitenstaat Mandschukuo.
Um Japans Dominanz zu begegnen und den innerchinesischen Konflikt mit den Kommunisten für sich zu entscheiden, war es notwendig, die Modernisierung von Wirtschaft und Militär voranzutreiben. Unterstützung erhielt Chiang von NS-Deutschland, das im Zuge seiner Aufrüstung auf chinesische Rohstoffe angewiesen war. Im Rahmen der chinesisch-deutschen Kooperation waren Hans von Seeckt von 1933 bis 1935 und dann Alexander von Falkenhausen von 1934 bis 1938 als Militärberater für Chiang tätig.
Schon seit 1930 versuchte er mit seiner national-chinesischen Partei KMT jegliche kommunistische Bewegung auszulöschen. Damit war er in mehreren Feldzügen und mit weiträumigen Belagerungen relativ erfolgreich, mit Ausnahme in den von Mao Zedong (Mao Tse-tung) kontrollierten Gebieten, der durch Chiang aufgrund der Aneinanderreihung verschiedener Zufälle, wie zum Beispiel dem Angriff Japans, verschont wurde.
Am 12. Dezember 1936, im Zwischenfall von Xi’an, wurde Chiang von General Zhang Xueliang, der zwar Chiangs Kommando unterstand, aber als langjähriger Warlord auch eigene Interessen verfolgte, entführt. Um den Machtkampf für sich zu entscheiden, baute er auf die Unterstützung der Sowjetunion und wollte im Gegenzug die Bedrängung der chinesischen Kommunisten aufgeben. Bereits am 14. Dezember 1936 verurteilten jedoch die Zeitungen Prawda und Iswestija die Entführung. Am 16. Dezember leitete die Nationalregierung militärische Aktionen gegen Zhang Xueliang ein. Er gab schließlich auf und ließ sich von Chiang unter Hausarrest stellen, aus dem er erst 1990 wieder entlassen wurde. Zeitgleich stellte die Sowjetunion aber in Aussicht, Chiangs Sohn Chiang Ching-kuo aus der Sowjetunion ausreisen zu lassen, was von Chiang Kai-shek sehnlichst erwartet wurde. Chiang entschloss sich für ein Bündnis mit den Kommunisten, das formal bis zum Ende des Krieges mit Japan hielt.
Während des Zweiten Chinesisch-Japanischen-Krieges (1937–1945), eines Teils des Zweiten Weltkriegs, konnte sich Chiang trotz der Kampfhandlungen mit den Japanern einerseits und des Konfliktes mit den Kommunisten andererseits an der Macht halten. Japans Militärs meinten, China in drei Monaten besetzen zu können, was aber schon in Shanghai am chinesischen Widerstand scheiterte; allein die Einnahme dieser Stadt dauerte vier Monate. Entgegen der Meinung seiner militärischen Berater befahl Chiang den Großteil seiner besten Einheiten in die Schlacht um Shanghai. Die Japaner konnten zwar die Stadt erobern, der erbitterte Widerstand stärkte aber die Moral der Chinesen. Chiang musste sich nach dem Fall der Hauptstadt Nanjing nach Wuhan und 1938 nach Chongqing zurückziehen, es gelang ihm aber, den Japanern empfindliche Rückschläge zuzufügen, wie 1938 bei der Schlacht um Tai’erzhuang oder bei den vier Schlachten um Changsha 1939, 1941, 1942 und 1944.
Chiangs Deichbruchaktion in der Provinz Henan am Gelben Fluss am 9. Juni 1938 mit der Idee, durch das Fluten ganzer Provinzen die japanische Armee aufzuhalten, forderte fast eine Million Tote. Die Flutungen bewirkten immerhin eine monatelange Unterbrechung des japanischen Feldzugs. Die Überlebenden wurden unter japanischer Waffengewalt zum Wiederaufbau der Deiche gezwungen; erst 1947 waren alle Deiche wieder aufgebaut.
Mao Zedong und Chiang hatten zwar offiziell eine (zweite) Einheitsfront gegen die Japaner geschmiedet. Dies war aber nur ein brüchiger Frieden. Chiang und Mao wussten, dass sie ihre Armeen für den absehbaren innerchinesischen Konflikt brauchen würden.
Nach dem Kriegseintritt wurde Chiang trotz zunehmender Korruption und abnehmenden Rückhalts in der Bevölkerung von den USA zunächst bis 1945 und anschließend bis 1949 mit jeweils zwei Milliarden US-Dollar unterstützt.

## Niederlage gegen Mao 1945–1948, Rückzug nach Taiwan

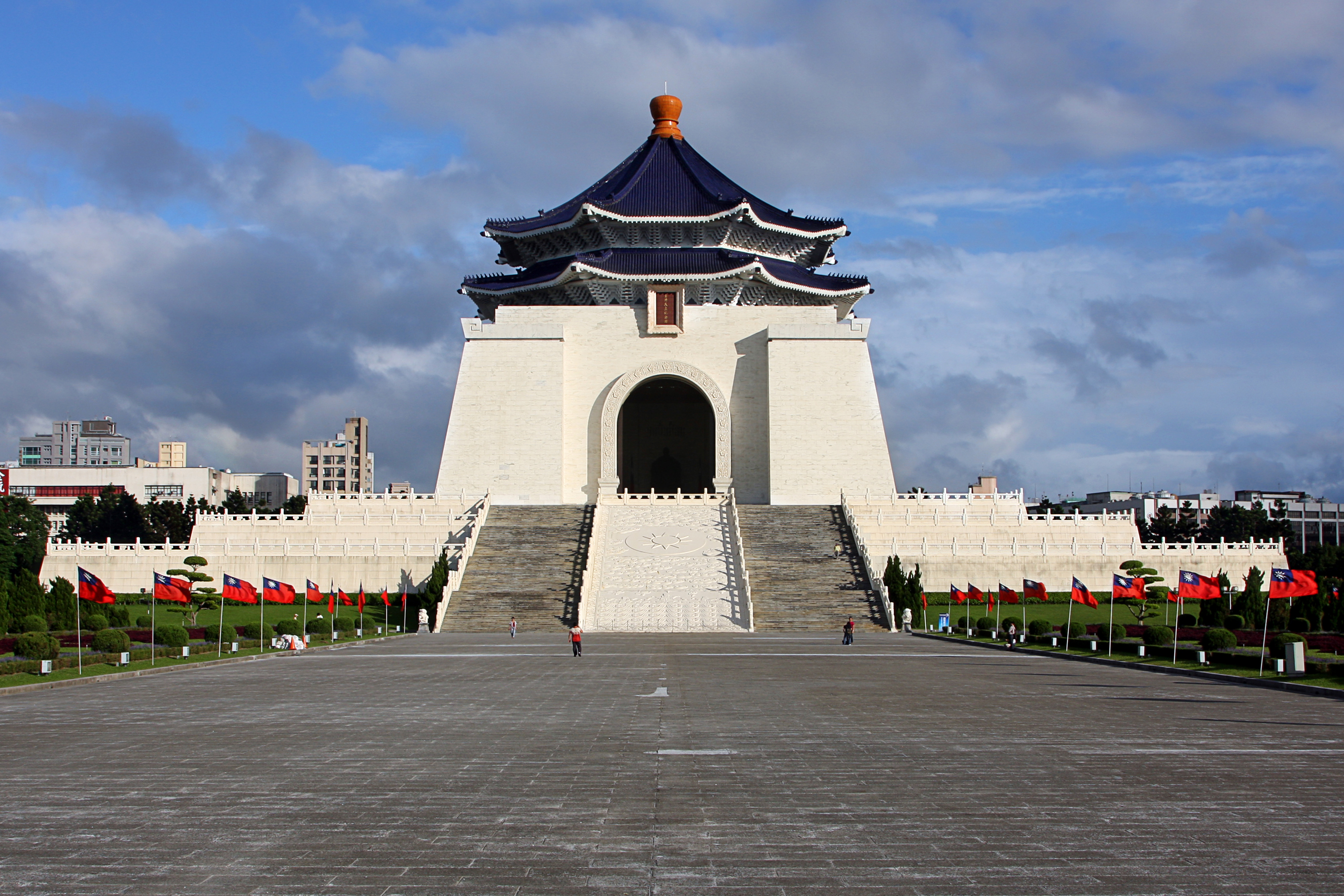
Nationale Chiang-Kai-shek-Gedächtnishalle in Taipeh

Der Kriegseintritt der Sowjetunion erfolgte gemäß den Beschlüssen der Konferenz von Jalta mit ihrem Einmarsch am 8. August 1945 in den japanischen Marionettenstaat Mandschukuo (Mandschurei). Der schnelle Erfolg ermöglichte Stalin, wieder Einfluss auf China zu nehmen. So sollten neben den bei der Operation Auguststurm eroberten Gebieten auch die erbeuteten Waffen vertragsgemäß der chinesischen Regierung übergeben werden. Während die Mandschurei nach dem Abzug der Roten Armee an die Republik China ausgehändigt wurde, ging erbeutetes Kriegsgerät nach der Niederlage Japans auch an die Kommunistische Partei Chinas.
Damit endete die Allianz zwischen Chiang Kai-sheks Kuomintang und Mao Zedongs Kommunistischer Partei und der Konflikt entflammte erneut. Zwischenzeitlich wurden die Staatsorgane der Republik China nach Nanjing zurückverlegt. Nachdem eine Verfassungskommission ihre Arbeit beendet hatte, konnten 1947 landesweite Wahlen für die Nationalversammlung und die Gesetzgebungskammer durchgeführt werden. Überraschenderweise gewannen mehrheitlich unabhängige Kandidaten, gefolgt von der KMT, den Sozialdemokraten und der Jungchina-Partei. Wegen der zunehmenden Auseinandersetzungen mit der Volksbefreiungsarmee entschloss sich die Nationalversammlung gleich nach ihrer Konstituierung zur Verabschiedung von Sondergesetzen, die dem künftigen Präsidenten faktisch diktatorische Vollmachten zur Verteidigung der verfassungsmäßigen Ordnung für den Zeitraum der „kommunistischen Rebellion“ verleihen sollte. Erst danach wählte die Nationalversammlung Chiang Kai-shek mit 2430 Stimmen zum Präsidenten. Der Jurist Ju Zheng unterlag bei 269 Stimmen.
Maos militärische Siege führten zu systematischem Terror in den eroberten Gebieten, wozu insbesondere die Verfolgung und Tötung von „Kapitalisten“ und „Großgrundbesitzern“ sowie Geistlichen sämtlicher Religionsgemeinschaften, Personen mit Auslandsverbindungen und Anhängern der KMT und anderer Parteien zählten. 1949 siegten die Kommunisten endgültig. Chiang Kai-shek und seine Anhänger zogen sich nach Taiwan zurück, das durch den Kapitulationsvertrag wieder an China gefallen war.

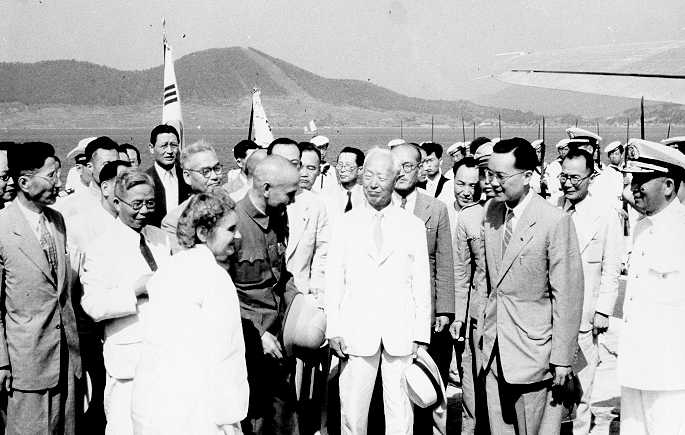
Chiang Kai-shek und der südkoreanische Ministerpräsident Rhee Syng-man im August 1949 in Südkorea

Im Dezember 1949 wurde auf Taiwan der neue Sitz der Verfassungsorgane der Republik China mit einer vorübergehenden Hauptstadt, Taipeh, eingerichtet. Zum damaligen Machtbereich der Republik China auf Taiwan gehörten nunmehr lediglich Taiwan, und die strategisch wichtigen Inselgruppen Pescadores, Dachen-Inseln (Tachen-Inseln), Nanchi, Jinmen (Quemoy) und Matsu, letztere vier direkt vor dem chinesischen Festland. In dieser Position erhob Chiang weiterhin Anspruch auf ganz China.
Auf Taiwan errichtete Chiang Kai-shek ein autoritäres Regime innerhalb des rechtlichen Rahmens der Sondergesetze, die ihm die Nationalversammlung 1948 übertragen hatte. Unter dieser diktatorischen Führung konnten die Wirtschaft und das Bildungssystem gefördert werden, weshalb Chiangs Herrschaft als „Entwicklungsdiktatur“ bezeichnet wurde. Demokratische Prozesse waren dagegen auf die Kommunen und Kreise beschränkt. Die Verehrung Chiangs wurde häufig mit dem Personenkult seines Rivalen Mao Zedong verglichen (Chiang-Kai-shek-Statuen) und wurde erst 1987 von seinem Sohn Chiang Ching-kuo beendet.
Chiang Kai-shek betrieb in der Zeit zwischen 1950 und 1975 offiziell eine Politik der Rückeroberung Chinas. Taiwan wurde von den USA finanziell und materiell unterstützt. Eine Aufarbeitung des Massakers an der Bevölkerung von 1947 fand erst Ende der 90er Jahre statt. Chiangs Rumpfparlament – nicht alle Mitglieder der republikanischen Nationalversammlung waren nach Taiwan übergesiedelt – war ein dauerndes Provisorium ohne eigentliche gesetzgebende Funktion. Nach dem Ausbruch des Koreakrieges von 1950 erhielt Taiwan von den USA militärische Unterstützung, um der Volksrepublik China – auch nach der Besetzung Tibets – deutliche Grenzen zu setzen. Dabei hatten die USA Schwierigkeiten, Chiangs militärische Blockaden der Taiwan-Straße und die Gegenwehr durch Artilleriebeschuss aus der Volksrepublik in einem Status quo zu halten. 1955 musste Taiwan die Dachen-Inseln und Nanchi an die Volksrepublik China abtreten, die Bewohner wurden zuvor mit US-amerikanischer Hilfe evakuiert.
Bis zu seinem Tod 1975 blieb er Präsident der Republik China. Er wurde von der letztmals 1947 noch gesamtchinesisch gewählten Nationalversammlung viermal (1954, 1960, 1966 und 1972) ohne Gegenkandidaten wiedergewählt. Seine eigene Rolle als autoritär herrschender Präsident sah Chiang lediglich als notwendiges Übel zur Verteidigung der Republik China und der Verfassungsdoktrin der Lehren Sun Yat-Sens (Staatliche Unabhängigkeit, wirtschaftliche Gerechtigkeit und Demokratie) an. Gegenüber US-General Wedemeyer erklärte Chiang deshalb: „Sollte ich sterben, solange ich noch Diktator bin, werde ich sicherlich wie andere Diktatoren in Vergessenheit geraten. Sollte ich aber auf der anderen Seite darin erfolgreich sein, das stabile Fundament für eine demokratische Regierung zu schaffen, werde ich für immer in jeder Familie Chinas weiterleben.“

## Diplomatischer Niedergang ab 1964

Ein Beispiel für die Kontroversen um Chiang Kai-shek im heutigen Taiwan. Diese 1981 in Kaohsiung aufgestellte Skulptur wurde 2007 abgebaut, wobei Teile verloren gingen. Im Cihu-Skulpturen-Park in Daxi wurde sie ohne die fehlenden Teile als „postmoderne Repräsentation“ wieder aufgebaut.

Nach dem chinesisch-sowjetischen Zerwürfnis und durch die Zündung von Chinas erster eigener Atombombe im Jahre 1964/65 wurde die internationale Machtposition der Republik China geschwächt. Die Volksrepublik China wurde von immer mehr Staaten als Vertretung anerkannt. Nach dem Verzicht auf Schadenersatz für Kriegsschäden gelang es ihr 1972, die diplomatische Anerkennung durch Japan zu erreichen. 1973 wurde Taiwan nur noch von 39 Staaten (2023: von 12 Staaten) als offizielle Vertretung Chinas angesehen.
Chiang Kai-shek starb am 5. April 1975 in Taiwans Hauptstadt Taipeh im Alter von 87 Jahren. Sein Nachfolger als Präsident wurde Vizepräsident Yen Chia-kan, der das Amt bis 1978 innehatte. Die Macht ging danach im Wesentlichen an Chiangs Sohn Chiang Ching-kuo über, der als Premier kurze Zeit später auch das Präsidentenamt übernahm.
Nach seinem Tod wurde der Leichnam Chiang Kai-sheks zunächst einbalsamiert und in ein von einer Ehrengarde von Soldaten bewachtes Mausoleum in Tzuhu in der damaligen Gemeinde Daxi im Landkreis Taoyuan (heute Stadtbezirk Daxi von Taoyuan) gebracht. Offiziell sollten seine sterblichen Überreste so lange dort bleiben, bis eine endgültige Beerdigung an seinem Heimatort in der Provinz Zhejiang auf dem chinesischen Festland möglich würde. Auch sein Sohn Chiang Ching-kuo wurde später in einem nahegelegenen Mausoleum in Touliao (Daxi) beigesetzt. Im Jahr 2004 äußerte die Witwe Chiang Ching-kuos den Wunsch einer endgültigen Bestattung beider auf einem Militärfriedhof im Norden Taiwans, was bislang jedoch nicht passiert ist.

## Ehrungen
1937 wurde Chiang Kai-shek gemeinsam mit seiner Ehefrau Song Meiling vom Magazin Time zum „Mann des Jahres“ ernannt.

## Erinnerung
In Taipeh war der internationale Flughafen bis zum September 2006 nach Chiang Kai-shek benannt (siehe auch Nationale Chiang-Kai-shek-Gedächtnishalle). Darüber hinaus erinnerten in Taiwan jahrelang Statuen und Porträts an öffentlichen Plätzen und in öffentlichen Gebäuden an Chiang. In fast allen Städten und Gemeinden Taiwans wurden Hauptstraßen nach ihm benannt.
Nach der Demokratisierung Taiwans mehrten sich die Bestrebungen, mit dem Personenkult vergangener Zeiten zu brechen. An vielen Orten wurden Chiangs Bildnisse entfernt und Banknoten mit seinem Konterfei aus dem Umlauf genommen. Am 5. Dezember 2017 verabschiedete der Legislativ-Yuan ein Gesetz, in dem die Entfernung jeglicher verherrlichenden Erinnerung an die Diktatur aus dem öffentlichen Raum angeordnet wird und das neben der vollständigen Entfernung von Chiang-Bildnissen auch die Umbenennung von Straßen und öffentlichen Einrichtungen vorsieht. In Taipei erinnert das Nationale Menschenrechtsmuseum, das sich auf dem Gelände des einstigen Militärgerichts befindet, an die Zeit des „Weißen Terrors“. Auf der Insel Lü Dao wurde ein Menschenrechtspark eingerichtet, in dem ein früheres Lager und ein ehemaliges Gefängnis besichtigt werden können.